# Danh sách điểm cực trị của Ấn Độ
Các điểm cực trị của Ấn Độ bao gồm các tọa độ xa nhất về phía bắc, nam, đông và phía tây khi so với bất kỳ vị trí nào khác ở Ấn Độ; và bao gồm độ cao cao nhất và thấp nhất trong cả đất nước này. Điểm cực bắc mà Ấn Độ tuyên bố là vị trí nằm trong tranh chấp lãnh thổ giữa hai nước Ấn Độ và Pakistan. Ngoại trừ Kanyakumari (mũi Comorin), điểm cực trị nằm ở vị trí cực nam của lục địa Ấn Độ, tất cả các địa điểm cực trị khác đều không có người ở.
Vĩ độ và kinh độ được biểu thị bằng ký hiệu độ thập phân, trong đó giá trị vĩ độ dương biểu thị bán cầu bắc và giá trị âm biểu thị bán cầu nam. Tương tự, giá trị kinh độ dương biểu thị bán cầu đông và giá trị âm biểu thị bán cầu tây. Các tọa độ được sử dụng trong bài viết này có nguồn gốc từ Google Earth, sử dụng hệ thống tham chiếu trắc địa WGS84. Ngoài ra, giá trị độ cao âm biểu thị cho vùng đất dưới mực nước biển.

## Điểm cực trị
Điểm cực trị ở phía bắc mà Ấn Độ tuyên bố nằm trong vùng lãnh thổ do Trung Quốc quản lý, là một phần của Tân Cương nhưng từng được nhà nước Hunza trong lịch sử Ấn Độ tuyên bố chủ quyền sở hữu do đó Ấn Độ tuyên bố là một phần của bang Jammu và Kashmir. Điểm cực trị phía bắc do Ấn Độ quản lý thực tế hiện nằm ở Jammu và Kashmir. Ấn Độ hiện đang tuyên bố chủ quyền toàn bộ vùng Kashmir đang trong tình trạng tranh chấp với Pakistan và Trung Quốc, với lãnh thổ hiện đang phân chia thành khu vực Gilgit-Baltistan do Pakistan quản lý, Trung Quốc quản lý Aksai Chin và Ấn Độ quản lý Jammu và Kashmir. Danh sách này cung cấp điểm cực trị ở phía bắc theo yêu sách chủ quyền của Ấn Độ; điểm cực trị tranh chấp và điểm cực trị không có tranh chấp. Trường hợp này cũng áp dụng cho các điểm cực trị là các khu vực cao nhất.
Bang nằm về phía đông xa nhất của Ấn Độ là Arunachal Pradesh. Một phần của vùng được Trung Quốc tuyên bố là "Nam Tây Tạng", mặc dù Ấn Độ hiện đang quản lý, điểm cực đông của lãnh thổ Ấn Độ nằm trong khu vực tranh chấp này. Do đó, danh sách này đề cập đến cả các điểm cực đông tranh chấp và không tranh chấp của Ấn Độ.
Ghi chú màu
      Điểm cực trị đất liền
      Điểm cực trị tiếp giáp biển
| # | Tiêu đề                    | Vị trí                                                                       | Đơn vị hành chính           | Đơn vị giáp ranh      | Tọa độ                                         | Chú thích   |
| - | -------------------------- | ---------------------------------------------------------------------------- | --------------------------- | --------------------- | ---------------------------------------------- | ----------- |
| 1 | Bắc (tranh chấp, quản lý)  | Gần Indira Col, sông băng Siachen                                            | Jammu và Kashmir            | Tân Cương, Trung Quốc | 35°40′28″B 76°50′43″Đ / 35,67452°B 76,845245°Đ | [ 3 ]       |
| 2 | Bắc (tranh chấp, tuyên bố) | Bên cạnh đèo Kilik trên núi Karakoram ở biên giới Tân Cương-Gilgit-Baltistan | Gilgit-Baltistan, Pakistan  | Tân Cương, Trung Quốc | 37°05′09″B 74°42′10″Đ / 37,08586°B 74,70291°Đ  | [ 4 ]       |
| 3 | Bắc (không có tranh chấp)  | Bên cạnh đèo Kang La ở đầu thung lũng Miyar, huyện Lahaul và Spiti           | Himachal Pradesh            | Jammu và Kashmir      | 33°15′22″B 76°47′56″Đ / 33,25615°B 76,79877°Đ  | [ 5 ]       |
| 4 | Nam                        | Điểm Indira ở quần đảo Nicobar                                               | Quần đảo Andaman và Nicobar | Ấn Độ Dương           | 6°44′48″B 93°50′33″Đ / 6,74678°B 93,8426°Đ     | [ 6 ] [ 7 ] |
| 5 | Nam (đất liền)             | Cape Comorin gần Kanyakumari                                                 | Tamil Nadu                  | Ấn Độ Dương           | 8°04′08″B 77°33′08″Đ / 8,0689°B 77,5523°Đ      | [ 6 ] [ 8 ] |
| 6 | Đông (tranh chấp, quản lý) | Gần Kibithu ở Anjaw                                                          | Arunachal Pradesh           | Kachin, Myanmar       | 28°00′42″B 97°23′44″Đ / 28,01168°B 97,39564°Đ  | [ 6 ] [ 9 ] |
| 7 | Đông (không tranh chấp)    | Gần Vijaynagar, ở Changlang                                                  | Arunachal Pradesh           | Kachin, Myanmar       | 27°08′10″B 97°09′57″Đ / 27,13611°B 97,16575°Đ  | [ 10 ]      |
| 8 | Tây                        | Sir Creek ở Kutch, gần Guhar Moti                                            | Gujarat                     | Đồng bằng sông Ấn     | 23°42′47″B 68°01′56″Đ / 23,71307°B 68,03215°Đ  | [ 11 ]      |

## Độ cao
| Giá trị cực đại                                          | Tên           | Độ cao              | Vị trí                                                                                       | Tiểu bang                  | Tọa độ                                        | Chú thích |
| -------------------------------------------------------- | ------------- | ------------------- | -------------------------------------------------------------------------------------------- | -------------------------- | --------------------------------------------- | --------- |
| Cao nhất (không tranh chấp)                              | Kangchenjunga | 8.586 m (28.169 ft) | Bắc Sikkim ở biên giới Ấn Độ-Nepal                                                           | Sikkim                     | 27°42′09″B 88°08′54″Đ / 27,7025°B 88,14833°Đ  | [ 6 ]     |
| Cao nhất (tranh chấp)                                    | K2            | 8.611 m (28.251 ft) | Biên giới giữa Gilgit-Baltistan (quản lý bởi Pakistan) và Tân Cương (quản lý bởi Trung Quốc) | Gilgit-Baltistan, Pakistan | 35°52′57″B 76°30′48″Đ / 35,8825°B 76,51333°Đ  | [ 6 ]     |
| Cao nhất (không tranh chấp và hoàn toàn nằm trong Ấn Độ) | Nanda Devi    | 7.816 m (25.643 ft) | Garhwal Himalaya                                                                             | Uttarakhand                | 30°22′36″B 79°58′15″Đ / 30,37667°B 79,97083°Đ | [ 6 ]     |
| Thấp nhất                                                | Kuttanad      | −2,2 m (−7,2 ft)    | Alappuzha                                                                                    | Kerala                     | 9°09′13″B 76°28′23″Đ / 9,1536°B 76,473°Đ      | [ 12 ]    |

## Thư viện ảnh
|  |  |  |
|  |  |  |
|  |  |  |